# Der heilige Hies
Der heilige Hies, mit Untertitel: Merkwürdige Schicksale des hochwürdigen Herrn Mathias Fottner von Ainhofen, Studiosi, Soldaten und späterhin Pfarrherrn von Rappertswyl, ist eine satirische Erzählung des deutschen Schriftstellers Ludwig Thoma, die 1904 veröffentlicht wurde. Die Geschichte schildert die geistliche Karriere eines gänzlich unbegabten Bauernsohnes.

## Inhalt
Mathias Fottner ist Sohn eines Kleinbauern. Wegen seiner Gewissensnöte aufgrund eines alten Meineides beschließt der reiche und kinderlose Brücklbauer, sein Seelenheil zu retten, indem er einem mittellosen Knaben die Ausbildung zum Pfarrer ermöglicht. Mehr aus Zufall fällt die Wahl auf Mathias.
Der Knabe wird also aufs Gymnasium geschickt; dort zeigt er sich zwar seinem Berufe zugeneigt, aber wenig talentiert. In den Ferien versteht er es, auf Kosten seiner Umgebung im Wirtshaus zu sitzen, aber in der Schule scheitert er – vor allem am Griechischen. Sehr zum Ärger seines Gönners muss er nach zweimaligem Sitzenbleiben abgehen.
Er leistet seinen Militärdienst in München, wird schnell zum Unteroffizier befördert und fühlt sich zunächst auch sehr wohl. Erst als sein Vorgesetzter wechselt und er mehrfach Disziplinarstrafen erfährt, lässt er sich auf eine Wiederaufnahme seiner geistlichen Laufbahn ein.
Ein findiger Priester hat den Brücklbauern auf die Möglichkeit hingewiesen, durch eine Ausbildung am Collegium Germanicum in Rom vom Jesuitenorden auch ohne akademische Großtaten die Priesterweihe zu erhalten. Nach anfänglichem Zögern handelt Mathias mit dem Brücklbauern eine Erfolgsprämie von dreitausend Mark aus. Er wird ordiniert und feiert in seinem Heimatdorf in großem Stil seine Primiz. Mit der Erfolgsprämie und zweitausend Mark aus Spenden anlässlich seiner Primiz erkauft er sich schließlich eine behagliche Pfarrstelle in der Schweiz, während seine Umgebung davon ausgegangen ist, dass er als Missionar nach Afrika gehen würde.

## Hintergrund
Die Geschichte spielt etwa zur Zeit ihrer Entstehung in Oberbayern. Thoma zeichnet ziemlich akkurat den äußeren Lebensweg seines Schulfreundes aus Burghausen, Georg Pauliebl, nach. Während Thoma von Burghausen ans Wilhelmsgymnasium München wechselte, besuchte Pauliebl das Dom-Gymnasium Freising, diente dann in der Armee, nahm sein Studium in Rom auf und arbeitete nach seiner Ordination im Schweizer Aargau als Pfarrer, wo er 1945 starb.

## Sprache und Stil
Hies oder auch Hias bzw. Hiasl ist die bairische Kurzform von Mathias. Die Erzählung ist in süddeutsch gefärbtem, bildstarkem einfachem Schriftdeutsch gehalten. Es finden sich weit weniger Dialoge als in Thomas anderen Prosawerken, speziell seinen Bauernromanen. Der Brücklbauer spricht allerdings seinen vertrauten bairischen Dialekt, wenn er mit dem Pfarrer von Sünzhausen Hies’ Karrierechancen auslotet.
Thoma verwendet einen auktorialen Erzähler, der sich auch einige Male direkt an das Lesepublikum wendet. Während er die Seelennöte des Brücklbauern recht anschaulich schildert, findet sich kein tieferer Hinweis auf die Gedanken der Hauptfigur, die so noch einmal als Simpel gezeigt wird.
Zum ersten Mal findet sich im Heiligen Hies das Stilmittel des unbeholfenen Briefstils eines Dialekt sprechenden Bauern, den Thoma später in Jozef Filsers Briefwexel perfektionierte. Vater Fottner diktiert seiner Magd den Brief an den Unteroffizier Mathias, in dem er die Möglichkeit der Ausbildung in Rom schildert:

„Lieber Hias! Nach langem warden will ich Dir entlich Schreiben, das gesting der Brigglbauer wider da Gewest is und indem Du ein Heulicher werden kunzt und doch gar nichts zun lernen brauchsd als wiedasd nach Rom gest.“

## Entstehung und Rezeption
Der heilige Hies ist die erste Erzählung, die Thoma nach dem Erfolg seines Theaterstücks Die Lokalbahn (1902) veröffentlichte. Die Erstausgabe wurde von Ignatius Taschner illustriert und war ein weiterer Verkaufserfolg für Thoma und seinen Verleger Albert Langen.
Der Humor der Geschichte beruht darauf, dass keiner der Charaktere, die gemeinschaftlich unter großen Anstrengungen die geistliche Laufbahn des Hies ermöglichen, Wert auf die innere Berufung legen. Hies selbst ist ein schlichtes Gemüt; er ist nur an einem möglichst bequemen Lebensstil interessiert. Der Brücklbauer will nur die Berufung zum Pfarrer irgendwie vollendet sehen, um im Sinne eines Ablasshandels seine eigene moralische Schuld zu begleichen. Vater Fottner liegt am eigenen Prestigegewinn. Der Wirt will bei der Primiz Umsatz machen. Diese Motivation schildert Thoma ungeniert als selbstverständlich und setzt sie in Kontrast zu den salbungsvollen Reden des Bischofs bei der Messe.
Ludwig Thoma selbst war von seiner Mutter für den Priesterberuf vorgesehen, zeigte aber keine Neigung dazu. Man kann den Heiligen Hies als nachträgliche Rechtfertigung von Thomas Entscheidung gegen die geistliche Karriere gegenüber seiner Mutter interpretieren.

## Werkausgaben
- Erstausgabe: Der heilige Hies. Merkwürdige Schicksale des hochwürdigen Herrn Mathias Fottner von Ainhofen, Studiosi, Soldaten und späterhin Pfarrherrn von Rappertswyl, Illustrationen von Ignatius Taschner, München, Albert Langen, 1904
- Volltext bei Projekt Gutenberg

Die Werke von Ludwig Thoma sind nach deutschem Urheberrecht nicht mehr geschützt. Daher gibt es einige preisgünstige (bzw. freie) E-Book-Ausgaben des Heiligen Hies. Gedruckt findet sich die kurze Erzählung meist in Sammelbänden.